# Epitedia neotomae
Epitedia neotomae är en loppart som beskrevs av Jameson 1946. Epitedia neotomae ingår i släktet Epitedia och familjen mullvadsloppor. Inga underarter finns listade i Catalogue of Life.